# 4811 Semashko
4811 Semashko eller 1973 SO3 är en asteroid i huvudbältet som upptäcktes den 25 september 1973 av den sovjetisk-ryska astronomen Ljudmila Zjuravljova vid Krims astrofysiska observatorium på Krim. Den är uppkallad efter Nikolai A. Semashko.
Asteroiden har en diameter på ungefär 3 kilometer.